# Bratislavská ješiva
Bratislavská ješiva (hebrejsky ישיבת פרשבורג) byla nejstarší ješiva na Slovensku. Byla založena pravděpodobně již počátkem 18. století. Největšího rozkvětu dosáhla v 19. století za působení rabína Chatama Sofera, kdy se stala nejvýznamnější ješivou v Uhersku. Bratislavská ješiva vyprodukovala celou generaci významných rabínských učenců a náboženských myslitelů. Fungovala až do druhé světové války.